# 大川航矢
大川 航矢（おおかわ こうや、1992年 - ）は、日本のバレエダンサーである。オデッサ国立歌劇場、タタールスタン国立カザン歌劇場、ロシア国立ノヴォシビルスク・オペラ・バレエ劇場での活動を経て、2022年秋に日本に活動拠点を移した。

## 略歴
青森県青森市の出身。2歳から中学校3年の1学期までアカネバレエスクールに通う。また、A.M.ステューデンツでもバレエを学んだ。
2007年、15歳でモスクワ国立舞踊アカデミー(ボリショイ・バレエ学校)へ留学し、のちに首席で卒業する。
2008年、カザフスタン国際バレエコンクール アルマトイ 14ー15歳の部 金賞。
2009年、モスクワ国際バレエコンクール ジュニア部門 銅賞。 
2011年、ウクライナ南部のオデッサ国立歌劇場に入団した。ユーリ・ヴァシュチェンコ、アンドレイ・スミルノフに師事。プリンシパルを務めたが、ウクライナ危機の影響で移籍を余儀なくされる。
2012年、ペルミ国際バレエコンクール アラベスク 金賞。ソチ国際バレエコンクール 金賞。
2014年、ロシアのタタールスタン国立カザン歌劇場に入団し、ソリストとして活動する。
2016年、ロシア国営テレビKulturaが放映するバレエに順位をつけるショー形式のバレエ番組「ボリショイ・バレエ（ビッグ・バレエ）」に青い鳥で出演。同年、クラスノヤルスク国際バレエコンクール 金賞。
2017年、モスクワ国際バレエコンクール シニア部門デュエット男性の部で金賞。シニア部門の受賞は日本人では24年ぶり、2人目。同年、文化庁長官表彰を受賞。
2018年、ロシア国立ノヴォシビルスク・オペラ・バレエ劇場に入団した。同年、ロシアのバレエ専門誌が主催する「踊りの魂賞」で若手に贈られる「新星賞」を受賞した。
2022年秋、日本に活動拠点を移し、同年10月には牧阿佐美バレエ団にファースト・ソリストとして入団した。

## 人物
バレエを始めたのは2歳の時。当時、6歳上の姉がアカネバレエ教室に通っており、母の「航矢もやってみる?」という質問に「うん」と答えた。以来、バレエが生活の一部になった。
15歳のとき、モスクワ国立舞踊アカデミーで学ぶため、単身ロシアに渡り、そこで4年間学んだ。当時、モバイル通信もスマートフォンも今ほどは発展しておらず、家族と話すためにはインターネット問題を乗り越えなくてはならなかった。その後もロシアの複数の都市で暮らした。
大川は「ロシアバレエの魅力はなんといってもそのゴージャスでダイナミック、そして洗礼された動きだと思っています。空間を広く使い、ステージを隅から隅まで使い、魂でその役を演じきることがロシアバレエの真髄だ」と述べている。また、大川がロシアで舞台に立ち続けるのには、極めて個人的な動機もある。「何よりもロシアバレエが好きだからです。ロシアバレエが1番美しく華やかで、観ていて気持ちが良いと思っています。今上演されているバレエ作品の原点はほとんどがロシアからですし、歴史を作ってきたダンサーもロシアの人が多いです。その古典に対する伝統がきちんと受け継がれているからこそ、踊りが端麗ですね。でも僕はロシアにいるからそう信じて踊っているだけで、他の国にもそれぞれ良さがあり、皆ダンサーは僕と同じ様な思いで、自分のするバレエに誇りを持ってやっていると思います」と述べている。
ロシア国営テレビBig Balletの番組で、ロシアのスターダンサーであるデニス・マトヴィエンコは、大川の「ジゼル」ペザントのパドドゥについて「この難しく、困難なパドドゥに関しては大川航矢が素晴らしい。彼は疲れることがない。疲れたところを見せない。彼以上にこの踊りを素晴らしく踊っているダンサーは観たことがない」と語った。ウラジーミル・ワシーリエフは「僕の大好きな日本人だ。彼は心から踊っていて、ロシアバレエの純粋な伝統を持っている」とコメントしている。
モスクワ国際バレエコンクールで、ニコライ・ツィスカリーゼは大川のタリスマンのパドドゥを観て、「最初は背の低い彼にこのパドドゥは似合わないと思った。しかし、一目見ればその想いは吹き飛んだ。彼は舞台を端から端まで使い、ダイナミックな踊りを披露した。僕は彼のタリスマンに満点をつけた」とコメント。
大川は2022年秋に日本に活動拠点を移したことについて、ロシアのウクライナ侵攻が続く情勢下でロシアの国立劇場のダンサーとして働いていたことに「罪悪感もあったかも」と語っている。ただし「ロシア文化を否定したくはない」とも言い、「ロシアは許されないことをしているが、戦争とバレエは別。これからも、ゴージャスで美しいロシアバレエの魅力を伝えていきたい」と今後の展望を述べている。

## 受賞歴
- 2008年 「カザフスタン国際バレエコンクール」 アルマトイ 14ー15歳の部 金賞
- 2009年 「モスクワ国際コンクール」ジュニアソロの部 第3位
- 2012年 「ペルミ国立バレエコンクールアラベスク」第1位、ベストカップル賞受賞 / ソチ国際バレエコンクール第1位
- 2016年 「クラスノヤルスク国際バレエコンクール」 金賞
- 2017年 「モスクワ国際バレエコンクール」シニアデュエットの部第1位 / 「文化庁長官表彰」（国際芸術部門）